# Ugly Casanova
Ugly Casanova es una banda estadounidense de rock alternativo e indie rock bajo Sub Pop Records formada por el guitarrista y letrista de Modest Mouse, Isaac Brock en el 2002. De momento la banda solo ha lanzado un álbum, Sharpen Your Teeth.
Según los mitos de la banda, (lo siguiente no es un mito, pero está tomado casi al pie de la letra de la página de Ugly Casanova) en 1998 un hombre llamado Edgar Graham, alias "Ugly Casanova", se impresionó con la banda Modest Mouse mientras estaba en backstage en un concierto en Denver, Colorado. Pasado un rato, Edgar compartió su trabajo con la banda, y empezó a tocarlo antes de los espectáculos mientras la gente llegaba. Cuando terminaba de tocar, se retiraba rápidamente con una mirada de ira y vergüenza. Después de un tiempo, unas cuantas grabaciones fueron creadas y luego Edgar desapareció. Isaac Brock reveló que desde que Edgar Graham era una cosa de ficción que empezó un poco antes para eliminarse a sí mismo de la banda para escapar de las entrevistas. Un poco de evidencia que había previamente probado que la historia era falsa: el EP de Modest Mouse de 1996 The Fruit That Ate Itself fue acreditado para estar bajo la compañía de producción Ugly Casanova, lo cual probó que era un nombre que Isaac había creado para mantener el control creativo y los derechos de publicidad sobre su música mientras estaba en un sello mayor. Los miembros de la banda ahora consisten en Isaac Brock (Modest Mouse), Tim Rutili (Califone, Red Red Meat), Pall Jenkins (The Black Heart Procession), John Orth (Holopaw), y Brian Deck.
Dos canciones hechas por Ugly Casanova, "Baby's Clean Conscience" y "Parasites" aparecen luego como demos no lanzados de Modest Mouse en Paracite Sessions supuestamente grabadas en 1993 en el estudio de Calvin Johnson Dub Narcotic Studio. En 1997 el sencillo To Roads To Go fue realizado en la ahora aparentemente difunto Magic Eye Records, como sea, esto es considerado como una encarnación completamente diferente de Ugly Casanova por Brock.
Parece que otro lanzamiento es improbable, por el contrato que tiene Modest Mouse con Epic Records, y el contrato que Isaac firmó con Sub Pop Records para hacer la grabación.

## Discografía
- Sharpen Your Teeth (Sub Pop, 2002)